# Христо Пековски
Христо Пековски е български революционер, деец на Вътрешната македоно-одринска революционна организация.

## Биография
Роден е в охридското българско село Куратица, тогава в Османската империя. Присъединява се към ВМОРО и участва като войвода на част от Куратичката чета в Илинденско-Преображенското въстание през лятото на 1903 година. По време на въстанието с частта си на 31 август 1903 година се сражава с настъпващите османски войски при местностите Високо дърво и Висока чука, между Сируля и Куратица.